# Sara Concha
Sara Nicol Concha Smith (Chillán, 9 de septiembre de 1995) es una política chilena de tendencia socialconservadora y provida. Desde marzo de 2022 se desempeña como diputada de la República en representación del distrito n° 19 de la región de Ñuble, por el período legislativo 2022-2026.

## Familia y estudios
Nació en Chillán el 9 de septiembre de 1995, en el seno de una familia cristiana evangélica. Es hija de Felipe Concha Moscoso y de María Smith Pereira.
Realizó sus estudios primarios en la Escuela Básica de Colliguay y Quinchamalí de la comuna de Chillán. Mientras que los secundarios los cursó en el Colegio Polivalente Darío Salas de la misma comuna, del que egresó el año 2013. En esta última institución obtuvo el título técnico de nivel medio de secretaria, en 2014. Sus estudios superiores inicialmente fueron en la carrera de fonoaudiología en la Universidad del Bío-Bío, para luego cambiarse a Universidad del Alba, resultando electa diputada mientras cursaba su cuarto año académico en dicha casa de estudios.
En sus principios se declara activista provida y ha marchado en reiteradas ocasiones en manifestaciones antiaborto y contra la eutanasia, vistiendo una pañoleta color celeste y apoyando la objeción de conciencia para profesionales de la salud que se nieguen a practicar un aborto. Asimismo, está en contra de la educación sexual integral.

## Carrera política
En enero de 2020, fue una de las fundadoras del Partido Conservador Cristiano (PCC). Se postuló como candidata por la coalición Frente Social Cristiano (FSC) en las elecciones de convencionales constituyentes de mayo de 2021 por la Región de Ñuble. Obtuvo 2239 votos, equivalentes al 1,43% del total de los sufragios válidos, no resultando electa. Sin embargo, ese mismo año fue como candidata a diputada por la misma colectividad, en representación del distrito n° 19 (correspondiente a las comunas de Bulnes, Chillán, Chillán Viejo, Cobquecura, Coelemu, Coihueco, El Carmen, Ninhue, Ñiquén, Pemuco, Pinto, Portezuelo, Quillón, Quirihue, Ránquil, San Carlos, San Fabián, San Ignacio, San Nicolás, Treguaco y Yungay) —de la misma región—, por el período legislativo 2022-2026. En las elecciones parlamentarias de noviembre fue elegida con 5303 votos correspondientes a un 3,15% del total de sufragios válidamente emitidos, siendo —con 26 años— una de las parlamentarias más jóvenes en ser electa en dicho proceso electoral y la primera de su partido.
Tras la disolución del Partido Conservador Cristiano, la diputada sería parte de la bancada del Partido Republicano (PRCh), pero el 28 de diciembre de 2021 anuncia que se integraría a la bancada de Renovación Nacional (RN) al comienzo del período parlamentario, debido a la polémica generada por dichos misóginos del diputado electo del PRCh Johannes Kaiser. No obstante, manifestó su apoyo a José Antonio Kast y lo reconoció como el líder opositor al gobierno de Gabriel Boric. Asumió el cargo el 11 de marzo de 2022, pasando a integrar las comisiones permanentes de Educación; y Familia. En noviembre de 2022 anunció su salida de la bancada de RN para inscribirse en el Partido Social Cristiano, sucesor del PCC.

## Historial electoral
| Año  | Tipo                          | Territorio    | Pacto                     | Partido | Votos | %    | Resultado               |
| ---- | ----------------------------- | ------------- | ------------------------- | ------- | ----- | ---- | ----------------------- |
| 2021 | Convencionales constituyentes | 19.º distrito | Independientes Cristianos | PCC     | 2237  | 1.43 | no elegida convencional |
| 2021 | Parlamentarias                | 19.º distrito | Frente Social Cristiano   | PCC     | 5303  | 3.15 | Diputada                |

En las elecciones parlamentarias de Chile de 2021, pese a ser la octava mayoría de entre diez candidatos, fue la quinta diputada electa de su distrito, de acuerdo al mecanismo de votación.